# Chris Dobey
Christopher „Chris“ Dobey (* 31. Mai 1990 in Bedlington, Northumberland) ist ein englischer Dartspieler, der derzeit bei der PDC unter Vertrag steht. Sein Spitzname Hollywood wurde ihm verliehen, da er zu Beginn seiner Karriere oft in extravaganten Outfits bei Turnieren erschien. Ähnlich wie bei Michael Smith gilt Gary Anderson als sein Mentor.

## Karriere
Dobey begann seine Karriere zunächst bei der BDO. Allerdings gelang es ihm nicht, dort Fuß zu fassen. Nachdem er die Qualifikation für die BDO-Weltmeisterschaft 2015 verpasst hatte, wechselte Dobey zur PDC.
Der Schotte Gary Anderson begann von dort an, ihn zu unterstützen. Dobey galt als Talent und wurde deswegen zu den World Series of Darts Finals 2015 eingeladen, sein erstes Turnier vor TV-Kameras. In der ersten Runde unterlag er Terry Jenkins knapp mit 6:5. 2016 zeigte er gute Leistungen auf der Pro Tour, was ihm die Qualifikation für die European Darts Championship, die Players Championship Finals und den Grand Slam of Darts einbrachte. Dobey kam in eine Gruppe mit Benito van de Pas, Adrian Lewis und dem BDO-Vertreter Scott Mitchell. Er erreichte den 2. Platz und zog so ins Achtelfinale ein, wo ihm ein weiterer Sieg über Jamie Hughes gelang, ehe er im Viertelfinale James Wade mit 5:16 deutlich unterlegen war.
Bei der PDC-Weltmeisterschaft 2017 gab Dobey sein Debüt bei einer Weltmeisterschaft. Er traf in Runde 1 auf Justin Pipe, den er mit 3:1 Sätzen schlug, verlor jedoch in der 2. Runde gegen Dave Chisnall mit 2:4 Sätzen. Bei der Auflage von 2019 erreichte er erstmals das Achtelfinale und musste sich nur knapp seinem Mentor Gary Anderson geschlagen geben. Da dieser auf Grund von Rückenproblemen die Premier League 2019 absagte, bekam Dobey die Chance, als sogenannter Contender ein Spiel in seiner Heimat Newcastle upon Tyne zu absolvieren. Gegen Mensur Suljović erreichte er dabei ein 6:6. Am 10. Februar 2019 spielte er beim Players Championship 2 gegen Dave Prins ein Nine dart finish. Beim World Matchplay feierte Dobey 2019 sein Debüt, schied jedoch in der 1. Runde gegen Rob Cross aus. Auch beim World Grand Prix premierte er und spielte sich bis ins Halbfinale vor. Dort war Michael van Gerwen jedoch zu stark. Bei den Players Championship Finals erreichte er sein zweites Halbfinale bei einem Major-Turnier.
Bei der PDC World Darts Championship 2020 beendete er den Lauf von Fallon Sherrock und schied anschließend gegen Glen Durrant aus. Aufgrund schwächerer Ergebnisse verpasste Dobey dann einen Großteil der Major-Turniere 2020. In der Premier League war er allerdings erneut als Challenger dabei, verlor jedoch deutlich gegen Daryl Gurney.
Bei der PDC World Darts Championship 2021 kam er bei seiner Auftaktpartie gegen Jeff Smith nach 0:2-Satzrückstand noch einmal zurück und gewann 3:2. In der nächsten Runde unterlag er Daryl Gurney. Beim Masters kam er aufgrund der Erweiterung des Starterfelds 2021 zu seinem Debüt und verlor im Achtelfinale gegen James Wade. Auf der PDC Pro Tour 2021 gelang ihm der langersehnte erste PDC-Titel. Bei den Players Championships 2021 gewann er das Players Championship 18 sowie das Players Championship 28. Beim World Matchplay 2021 war jedoch bereits zum Auftakt gegen Joe Cullen Schluss. Aufgrund eines positiven Tests auf das SARS-CoV-2-Virus ersetzte Dobey dann den Belgier Dimitri Van den Bergh beim Grand Slam of Darts 2021. In der Gruppenphase gelang ihm allerdings lediglich ein Sieg, weshalb er dort bereits ausschied. Bei der PDC-Weltmeisterschaft 2022 profitierte er erneut von einem positiven Test auf das SARS-CoV-2-Virus. Dieses Mal war es Michael van Gerwen, der nicht antreten konnte. Gegen Luke Humphries unterlag er dann in der Verlängerung. Beim World Matchplay 2022 musste Dobey in der 1. Runde eine Niederlage hinnehmen, gegen Rob Cross führte er bereits mit 8:2 und verlor letztlich dennoch mit 9:11.
Mit dem Sieg beim Masters 2023 konnte Dobey erstmals ein Major-Turnier für sich entscheiden. Er schlug im Finale Rob Cross mit 11:7. Wie in den beiden Jahren zuvor wurde der Masters-Sieger für die Premier League Darts nominiert. Am ersten Spieltag gelang Dobey dort das höchstmögliche Finish von 170 Punkten. Er war der erst zweite Debütant der Premier League, dem das auf Anhieb gelang. Außerdem wurde er Tagessieger am ersten Abend. Am Ende der Gruppenphase belegte er jedoch nur den siebten Platz. Beim World Matchplay 2023 kam er durch einen Sieg über Steve Beaton erstmals über die Auftaktrunde hinaus; sein zweites Spiel gewann er gegen Weltmeister Michael Smith. Im Viertelfinale unterlag er dem späteren Turniersieger Nathan Aspinall.

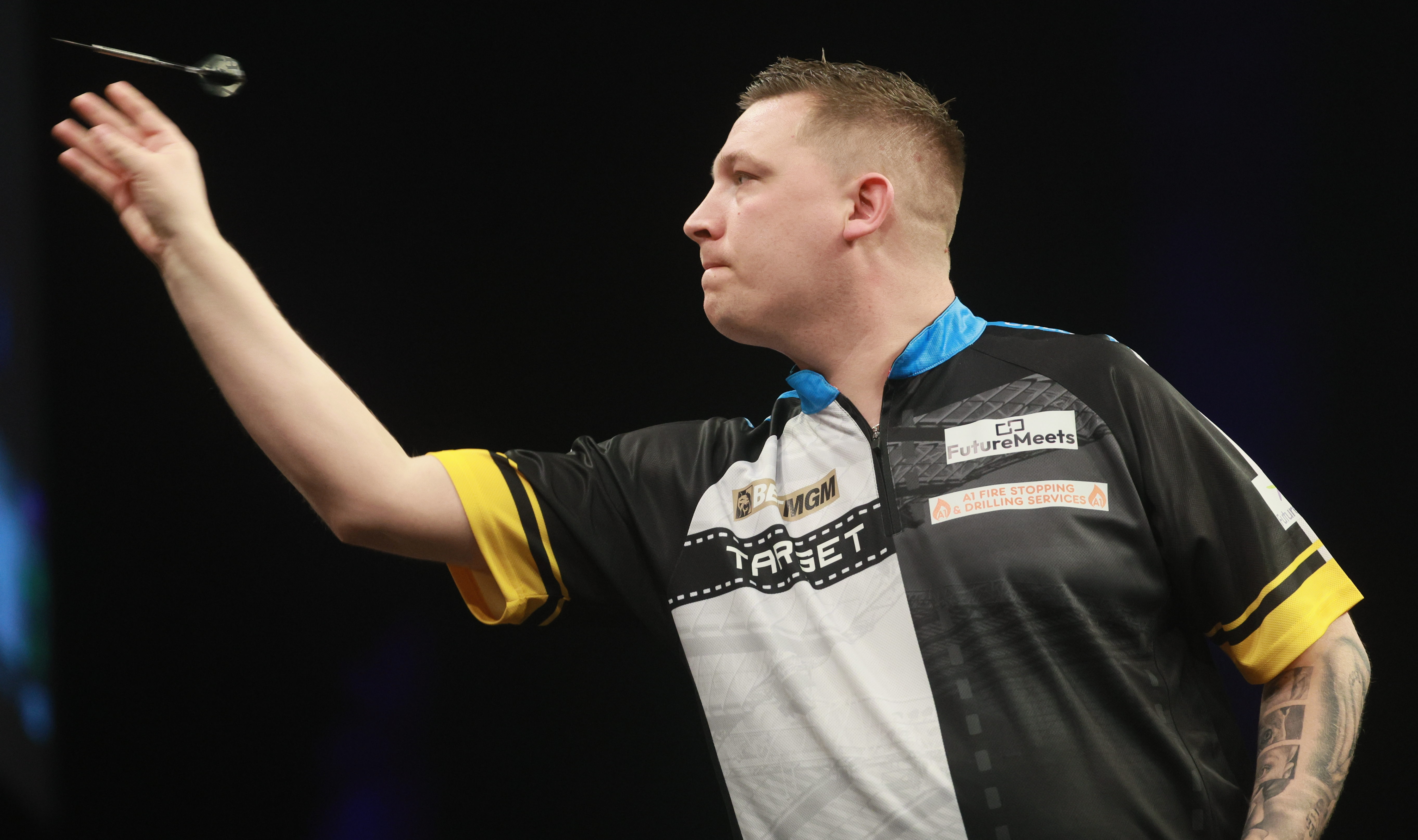
Dobey bei der Premier League Darts 2025 in Berlin

Bei der Weltmeisterschaft 2024 konnte er nach Siegen über William O’Connor (3:2), Ross Smith (4:2) und Titelverteidiger Michael Smith (4:0) das Viertelfinale erreichen, bei welchem er gegen Rob Cross eine 4:0-Führung verspielte und schließlich mit 4:5 ausschied.
Bei der Weltmeisterschaft 2025 rückte er bis ins Halbfinale vor, in dem er Michael van Gerwen unterlag. Anschließend wurde er nach einem Jahr Pause zum zweiten Mal für die Premier League Darts nominiert.

## Weltmeisterschaftsresultate

### PDC
- 2017: 2. Runde (2:4-Niederlage gegen  Dave Chisnall)
- 2018: 1. Runde (1:3-Niederlage gegen  Phil Taylor)
- 2019: Achtelfinale (3:4-Niederlage gegen  Gary Anderson)
- 2020: Achtelfinale (3:4-Niederlage gegen  Glen Durrant)
- 2021: 3. Runde (1:4-Niederlage gegen  Daryl Gurney)
- 2022: Achtelfinale (3:4-Niederlage gegen  Luke Humphries)
- 2023: Viertelfinale (0:5-Niederlage gegen  Michael van Gerwen)
- 2024: Viertelfinale (4:5-Niederlage gegen  Rob Cross)
- 2025: Halbfinale (1:6-Niederlage gegen  Michael van Gerwen)

## Turnierergebnisse
| Turnier                                    | 2014              | 2015                           | 2016                           | 2017                           | 2018                           | 2019                           | 2020                           | 2021                           | 2022                           | 2023                           | 2024                           | 2025                           |
| ------------------------------------------ | ----------------- | ------------------------------ | ------------------------------ | ------------------------------ | ------------------------------ | ------------------------------ | ------------------------------ | ------------------------------ | ------------------------------ | ------------------------------ | ------------------------------ | ------------------------------ |
| BDO-Major-Turniere                         |                   |                                |                                |                                |                                |                                |                                |                                |                                |                                |                                |                                |
| World Masters                              | 4R                | nicht teilgenommen             | nicht teilgenommen             | nicht teilgenommen             | nicht teilgenommen             | nicht teilgenommen             | n/a                            | Verband insolvent              | Verband insolvent              | Verband insolvent              | Verband insolvent              | Verband insolvent              |
| PDC-Ranking-Turniere                       |                   |                                |                                |                                |                                |                                |                                |                                |                                |                                |                                |                                |
| Weltmeisterschaft                          | n/t               | n/t                            | n/q                            | 2R                             | 1R                             | AF                             | AF                             | 3R                             | AF                             | VF                             | VF                             | HF                             |
| World Masters                              | nicht ausgetragen | nicht ausgetragen              | nicht ausgetragen              | nicht ausgetragen              | nicht ausgetragen              | nicht ausgetragen              | nicht ausgetragen              | nicht ausgetragen              | nicht ausgetragen              | nicht ausgetragen              | nicht ausgetragen              | 1R                             |
| UK Open                                    | 1R                | 2R                             | n/q                            | 4R                             | AF                             | 3R                             | AF                             | AF                             | 4R                             | 5R                             | 3R                             | 5R                             |
| World Matchplay                            | n/t               | nicht qualifiziert             | nicht qualifiziert             | nicht qualifiziert             | nicht qualifiziert             | 1R                             | n/q                            | 1R                             | 1R                             | VF                             | AF                             | AF                             |
| World Grand Prix                           | n/t               | nicht qualifiziert             | nicht qualifiziert             | nicht qualifiziert             | nicht qualifiziert             | HF                             | 1R                             | n/q                            | VF                             | VF                             | 1R                             |                                |
| Grand Slam of Darts                        | n/q               | n/q                            | VF                             | nicht qualifiziert             | nicht qualifiziert             | nicht qualifiziert             | nicht qualifiziert             | GP                             | n/q                            | AF                             | n/q                            |                                |
| European Championship                      | n/t               | n/q                            | 1R                             | n/q                            | n/q                            | AF                             | n/q                            | n/q                            | HF                             | VF                             | 1R                             |                                |
| Players Championship Finals                | n/t               | n/q                            | 1R                             | AF                             | VF                             | HF                             | 1R                             | 1R                             | 2R                             | 2R                             | 1R                             |                                |
| PDC-Turniere ohne Einfluss auf das Ranking |                   |                                |                                |                                |                                |                                |                                |                                |                                |                                |                                |                                |
| The Masters                                | n/t               | nicht qualifiziert             | nicht qualifiziert             | nicht qualifiziert             | nicht qualifiziert             | nicht qualifiziert             | nicht qualifiziert             | AF                             | n/q                            | S                              | AF                             | n/a                            |
| Premier League Darts                       | nicht eingeladen  | nicht eingeladen               | nicht eingeladen               | nicht eingeladen               | nicht eingeladen               | C                              | C                              | n/t                            | n/t                            | 7.                             | n/t                            | 6.                             |
| World Series of Darts Finals               | n/a               | 1R                             | n/q                            | AF                             | nicht qualifiziert             | nicht qualifiziert             | nicht qualifiziert             | nicht qualifiziert             | nicht qualifiziert             | nicht qualifiziert             | VF                             |                                |
| Karrierestatistiken                        |                   |                                |                                |                                |                                |                                |                                |                                |                                |                                |                                |                                |
| Jahresendplatzierung                       | –                 | 107                            | 47                             | 38                             | 36                             | 22                             | 22                             | 30                             | 22                             | 17                             | 15                             |                                |
| Verband                                    | BDO               | Professional Darts Corporation | Professional Darts Corporation | Professional Darts Corporation | Professional Darts Corporation | Professional Darts Corporation | Professional Darts Corporation | Professional Darts Corporation | Professional Darts Corporation | Professional Darts Corporation | Professional Darts Corporation | Professional Darts Corporation |

| Legende zu den Turnierergebnissen | Legende zu den Turnierergebnissen | Legende zu den Turnierergebnissen | Legende zu den Turnierergebnissen | Legende zu den Turnierergebnissen | Legende zu den Turnierergebnissen | Legende zu den Turnierergebnissen | Legende zu den Turnierergebnissen | Legende zu den Turnierergebnissen | Legende zu den Turnierergebnissen |
| --------------------------------- | --------------------------------- | --------------------------------- | --------------------------------- | --------------------------------- | --------------------------------- | --------------------------------- | --------------------------------- | --------------------------------- | --------------------------------- |
| n/t                               | nicht teilgenommen                | n/q                               | nicht qualifiziert                | n/a                               | nicht ausgetragen                 | #R                                | Aus in jeweiliger Runde           | GP                                | Aus in der Gruppenphase           |
| AF                                | Achtelfinalist                    | VF                                | Viertelfinalist                   | HF                                | Halbfinalist                      | F                                 | Turnierfinalist                   | S                                 | Turniersieger                     |

## Titel

### PDC
- Majors
  - The Masters: 2023
- Pro Tour
  - Players Championships
    - Players Championships 2021: 18, 28
    - Players Championships 2024: 7, 19, 25
    - Players Championships 2025: 3, 17